# 鈴木伝五郎
鈴木 伝五郎（傳五郎、すずき でんごろう、1857年（安政4年11月）- 1910年（明治43年）11月1日）は、明治期の実業家、政治家。貴族院多額納税者議員。名・義和、字・子幹、通称・伝五郎。号・東洋、白雲洞。

## 経歴
讃岐国香川郡高松城下南新町（現香川県高松市南新町）で、豪商「伏石屋」（ふせいしや）鈴木義方の息子として生まれる。絵師・中山愛山から墨竹画を学んだ。
1875年（明治8年）十河権三郎、川崎舎竹郎、富山甚三郎、中野滝次郎、佐々木清三らと博文社を設立し兵庫町85番戸に新聞縦覧所を設け、自由民権運動に加わる。1877年（明治10年）高松立志社を組織して各所で演説会を開催し、板垣退助と交流した。1881年（明治14年）8月、香川県初の新聞『腰抜新聞』を創刊したが、一年後に廃刊となる。
愛媛県勧業諮問会員、同県山田・香川両郡所得調査委員、高松市会議員などを務め、1890年（明治23年）9月29日、貴族院多額納税者議員に就任し、1897年（明治30年）9月28日の任期満了まで1期在任した。

## 親族
- 養子 鈴木幾次郎（高松市長）[4]
- 孫 鈴木義伸 （幾次郎長男、高松市長）[4]